# Hjärtlanda socken
Hjärtlanda socken i Småland ingick i Västra härad i Njudung, uppgick 1952 i Sävsjö stad och området ingår sedan 1971 i Sävsjö kommun i Jönköpings län och motsvarar från 2016 Hjärtlanda distrikt.
Socknens areal är 24,53 kvadratkilometer, varav land 22,03. År 2000 fanns här 105 invånare. En del av tätorten Sävsjö samt kyrkbyn Hjärtlanda med sockenkyrkan Hjärtlanda kyrka ligger i socknen. 

## Administrativ historik
Hjärtlanda socken har medeltida ursprung.
Vid kommunreformen 1862 övergick socknens ansvar för de kyrkliga frågorna till Hjärtlanda församling och för de borgerliga frågorna till Hjärtlanda landskommun. Landskommunen inkorporerades 1952 i Sävsjö stad som 1971 blev Sävsjö kommun. Församlingen uppgick 2010 i Sävsjö församling.
1 januari 2016 inrättades distriktet Hjärtlanda, med samma omfattning som församlingen hade 1999/2000.  
Socknen har tillhört samma fögderier och domsagor som Västra härad. De indelta soldaterna tillhörde Kalmar regemente, Västra härads kompani, och Smålands grenadjärkår, Livkompaniet.

## Geografi
Hjärtlanda socken ligger söder om Sävsjö. Socknen består av vidsträckta mossmarker i sydväst, i övrigt kuperade skogsmarker som når upp till 275 meter över havet.

## Fornlämningar
Cirka 150 fornlämningar är kända. 25 gravrösen från bronsåldern och sex järnåldersgravfält finns här.

## Namnet
Namnet (1287 Hiartlandium), taget från kyrkbyn, innehållet förledet hjort och efterledet land, åker.

### Fotnoter
1. 1 2 3  Svensk Uppslagsbok andra upplagan 1947–1955: Hjärtlanda socken
2. 1 2  Harlén, Hans; Harlén Eivy (2003). Sverige från A till Ö: geografisk-historisk uppslagsbok. Stockholm: Kommentus. Libris 9337075. ISBN 91-7345-139-8
3. ↑  ”Församlingar”. Statistiska centralbyrån. https://www.scb.se/hitta-statistik/regional-statistik-och-kartor/regionala-indelningar/forsamlingar/. Läst 30 december 2022.
4. ↑  Administrativ historik för Hjärtlanda socken (Klicka på församlingsposten). Källa: Nationella arkivdatabasen, Riksarkivet.
5. ↑  Indelta soldater, torp och rotar i Jönköpings län Arkiverad 24 januari 2012 hämtat från the Wayback Machine. Jönköpingsbygdens Genealogiska Förening
6. 1 2  Sjögren, Otto (1931). Sverige geografisk beskrivning del 2 Östergötlands, Jönköpings, Kronobergs, Kalmar och Gotlands län. Stockholm: Wahlström & Widstrand. Libris 9939
7. 1 2 3  Nationalencyklopedin
8. ↑  Fornlämningar, Statens historiska museum: Hjärtlanda socken
9. ↑  Fornminnesregistret, Riksantikvarieämbetet: Hjärtlanda socken Fornminnen i socknen erhålls på kartan genom att skriva in sockennamn (utan "socken") i "Ange geografiskt område"